# 弗亞濟夫卡 (扎波羅熱州)
46°46′51″N 34°54′3″E / 46.78083°N 34.90083°E
弗亞濟夫卡（烏克蘭語：В'язівка）是位於烏克蘭東南部的村莊，由扎波羅熱州梅利托波爾區的亞基米夫卡市鎮負責管轄。該村始建於1862年，面積0.28平方公里，海拔高度41米，2001年人口42，人口密度每平方公里150人。